# Francisco Xavier da Saxónia
Francisco Xavier da Saxónia (25 de Agosto de 1730 - 21 de Junho de 1806) foi um príncipe da Alemanha e membro da Casa de Wettin. Era o quarto filho do rei Augusto III da Polónia, príncipe-eleitor da Saxónia, e da arquiduquesa Maria Josefa da Áustria.

## Regente da Saxónia

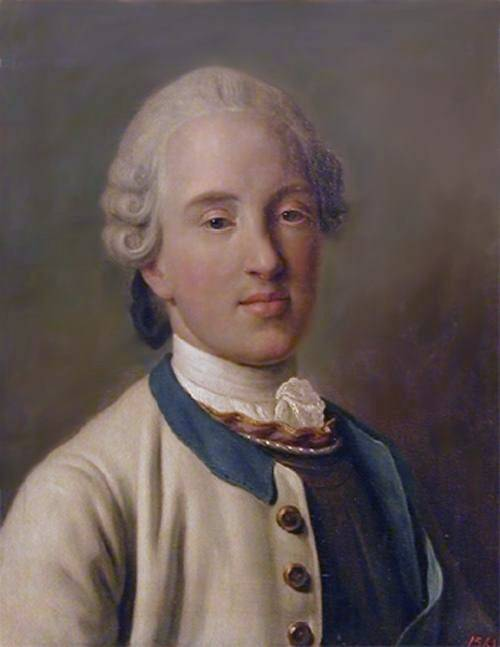
Francisco Xavier.

O seu irmão mais velho, o príncipe-eleitor Frederico Cristiano da Saxónia, morreu a 17 de Dezembro de 1763, após um reinado de apenas setenta-e-quatro dias. Francisco Xavier ficou responsável pela regência do Eleitorado juntamente com a princesa-eleitora viúva, Maria Antónia da Baviera, em nome do seu sobrinho, o novo príncipe-eleitor Frederico Augusto III. No papel de co-regente, Francisco continuou as reformas racionalistas do irmão.
Em Outubro de 1765, Francisco Xavier assinou a renuncia do trono da Polónia em nome do sobrinho a favor de Estanislau II da Polônia, como era exigido pelo tratado assinado entre a Polónia e a Rússia a 11 de Abril de 1764. Esta decisão foi tomada contra a vontade da mãe do jovem príncipe, a princesa-eleitora viúva Maria Antónia. Durante a regência, Francisco Xavier tentou iniciar um plano de reforma do exército baseado no modelo prussiano de Frederico, o Grande. No entanto, esta ideia colocou-o em confronto directo com os estados do país, que se recusaram violentamente a implementar esta proposta devido aos grandes custos associados ao seu plano de reorganização.
De acordo com as regulações impostas pela Bula Dourada de 1356, a regência de um príncipe-eleitor menor de idade terminava quando este completava dezoito anos. Assim, em 1768, o príncipe-eleitor Frederico Augusto III foi formalmente declarado adulto, e as funções de Francisco Xavier como regente do Eleitorado da Saxónia terminaram.

## Casamento secreto, exílio e regresso à Saxónia
A 9 de Março de 1765, em Dreden, Francisco Xavier casou-se morganaticamente com uma das damas-de-companhia da sua cunhada, a princesa-eleitora viúva, a italiana Maria Chiara Spinucci. A união foi mantida em segredo até 1777, quando foi anunciada formalmente e legitimada.
Em 1769, Francisco Xavier mudou-se com a sua família para França, onde vivia a sua irmã mais nova Maria Josefa, esposa do delfim de França, que tinha morrido dois anos antes. Viveu em França quase vinte anos sob o título inventado de conde de Lusace. Em 1774, o seu sobrinho tornou-se o rei Luís XVI de França. Francisco Xavier e a família preferiram deixar o país quando a Revolução Francesa estava prestes a rebentar e mudaram-se para Roma. Após a morte da esposa em 1792, Francisco ficou em Roma durante alguns anos.
No entanto, alguns anos depois acabou por regressar à Saxónia, onde assentou no Schloss Zabeltitz. Viveu lá até morrer aos setenta-e-cinco anos de idade.

## Descendência
Durante o casamento, Francisco Xavier e Maria Chiara tiveram dez filhos, mas apenas seis sobreviveram até a idade adulta:
- Ludwig Ruprecht Joseph Xavier (Dresden , 27 de março de 1766 - Pont-sur-Seine , 22 de agosto de 1782).
- Clara Maria Augusta Beatrice (Dresden, 27 de março de 1766 - Dresden, 18 de novembro de 1766), gêmea de Ludwig.
- Joseph Xavier Karl Raphael Philipp Benno (Dresden, 23 de agosto de 1767 - morto em um duelo em Teplice pelo príncipe russo Nicholas Shcherbatov, 26 de junho de 1802), chamado " Le Chevalier de Saxe ".
- Elisabeth Ursula Anna Cordula Xaveria (Dresden, 22 de outubro de 1768 - Dresden, 3 de maio de 1844), chamada " Mademoiselle de Saxe "; casou-se em 8 de novembro de 1787 com Henri de Preissac, duque d'Esclignac.
- Maria Anna Violente Katharina Martha Xaveria (Siena , 20 de outubro de 1770 - Roma , 24 de dezembro de 1845), casou-se em 15 de outubro de 1793 com o Príncipe Don Paluzzo Altieri, Principe di Oriolo.
- Beatrix Marie Françoise Brigitte (Chaumot, 1 de fevereiro de 1772 - Dresden, 6 de fevereiro de 1806), casou-se em 18 de fevereiro de 1794 com Don Raffaele Riario-Sforza, Marchese di Corleto.
- Kunigunde Anna Helena Maria Josefa (Chaumot, 18 de março de 1774 - Roma, 18 de outubro de 1828), casou-se em 1795 com o marquês Don Giovanni Patrizi Naro Montoro.
- Maria Christina Sabina (Pont-sur-Seine, 30 de dezembro de 1775 - Roma, 20 de agosto de 1837), casou-se em 24 de março de 1796 com Don Camillo Massimiliano Massimo, Principe di Arsoli.
- Filho natimorto (Pont-sur-Seine, 22 de dezembro de 1777).
- Cecilie Marie Adelaide Augustine (Pont-sur-Seine, 17 de dezembro de 1779 - Pont-sur-Seine, 24 de junho de 1781).

## Genealogia
| Francisco Xavier da Saxónia | Pai: Augusto III da Polónia  | Avô paterno: Augusto II da Polónia                        | Bisavô paterno: João Jorge III da Saxónia                    |
| Francisco Xavier da Saxónia | Pai: Augusto III da Polónia  | Avô paterno: Augusto II da Polónia                        | Bisavó paterna: Madalena Sibila de Brandemburgo-Bayreuth     |
| Francisco Xavier da Saxónia | Pai: Augusto III da Polónia  | Avó paterna: Cristiana Everadina de Brandemburgo-Bayreuth | Bisavô paterno: Cristiano Ernesto de Brandemburgo-Bayreuth   |
| Francisco Xavier da Saxónia | Pai: Augusto III da Polónia  | Avó paterna: Cristiana Everadina de Brandemburgo-Bayreuth | Bisavó paterna: Sofia Luísa de Württemberg-Winnental         |
| Francisco Xavier da Saxónia | Mãe: Maria Josefa da Áustria | Avô materno: José I, Sacro Imperador Romano-Germânico     | Bisavô materno: Leopoldo I, Sacro Imperador Romano-Germânico |
| Francisco Xavier da Saxónia | Mãe: Maria Josefa da Áustria | Avô materno: José I, Sacro Imperador Romano-Germânico     | Bisavó materna: Leonor Madalena de Neuburgo                  |
| Francisco Xavier da Saxónia | Mãe: Maria Josefa da Áustria | Avó materna: Guilhermina Amália de Brunsvique-Luneburgo   | Bisavô materno: João Frederico de Brunsvique-Luneburgo       |
| Francisco Xavier da Saxónia | Mãe: Maria Josefa da Áustria | Avó materna: Guilhermina Amália de Brunsvique-Luneburgo   | Bisavó materna: Benedita Henriqueta do Palatinado-Simmern    |